# Dryophytes euphorbiaceus
Dryophytes euphorbiaceus – gatunek płaza bezogonowego z rodziny rzekotkowatych (Hylidae), spotykanego tylko w Meksyku.

## Występowanie
Gatunek ten jest meksykańskim endemitem zamieszkującym stany Hidalgo, Oaxaca, Puebla i Veracruz. Występuje na wyżynach i w górach pośród lasów sosnowych i sosnowo-dębowych oraz zalewanych sezonowo pól. Stwierdzany jest w przedziale wysokości 1600–3150 m n.p.m.

## Rozmnażanie
Za miejsce rozmnażania płazy te wybierają strumienie i sezonowo tworzące się stawy.

## Status zagrożenia
W Czerwonej księdze gatunków zagrożonych IUCN Dryophytes euphorbiaceus od 2020 roku klasyfikowany jest jako gatunek najmniejszej troski (LC, ang. Least Concern); wcześniej, od 2004 roku uznawano go za gatunek bliski zagrożenia (NT, ang. Near Threatened).
Zwierzę występuje pospolicie, a trend jego liczebności oceniany jest jako stabilny. Niepokoić może fakt, że obszar jego występowania nie obejmuje żadnych terenów chronionych prawnie.
Głównym zagrożeniem dla zwierzęcia jest osadnictwo ludzkie i rozwój infrastruktury, przyczyniające się do zniszczenia środowiska życia tego płaza. Na niektórych obszarach zagrażać mu też może stosowanie pestycydów.